# Dilar syriacus
Dilar syriacus är en insektsart som beskrevs av Navás 1909. Dilar syriacus ingår i släktet Dilar och familjen Dilaridae. Inga underarter finns listade i Catalogue of Life.